# Ballenegger Róbert
Ballenegger Róbert (Temesvár, 1882. november 11. – Budapest, 1969. november 13.) Kossuth-díjas (1957) agrogeológus, egyetemi tanár, a mezőgazdasági tudományok doktora (1959).

## Életpályája
1900–1905 között a budapesti tudományegyetemen folytatott tanulmányokat.
Végzése után, 1908–1909 között az Ampelológiai Intézetben, majd Selmecbányán a Bányászati és Erdészeti Főiskolán dolgozott tanársegédként. 1909-ben, pályája kezdetén már részt vett a budapesti Nemzetközi Geológiai Konferencia határozata alapján megindult országos térképezésben. Az ekkor készült felvételei alapul szolgáltak az ország klimazonális talajtérképéhez. Munkája során az agrogeológiai szemléletet a részletes kémiai anyagvizsgálattal ötvözte, ez később a magyar talajtan jellemzőjévé vált.
1910-ben a Magyar Állami Földtani Intézet Agrogeológiai Osztályára nevezték ki. Ezzel a kinevezéssel pályája összekapcsolódott a magyar agrogeológia és talajtan rohamos fejlődésével és nemzetközi elismerésével. Ő volt egyik létrehozója a Talajtani Intézetnek, ahol igazgatóhelyettessé nevezték ki.
A Magyarhoni Földtani Társulat Szabó József-díját 1918-ban nyerte el. 1919-től a budapesti műegyetem agrogeológia magántanára lett, majd 1922–1940 között a Kertészeti Tanintézet tanára volt. 1931-től mint nyugalmazott rendkívüli tanár, a műegyetemen is előadott, 1944-ig.
1946–1949 között, nyugdíjazásáig az Agrártudományi Egyetem talajtani tanszékének tanára, majd a Magyar Tudományos Akadémia Talajtani és Agrokémiai Kutatóintézetének munkatársa volt, majd 1949–1963 között a budapesti tudományegyetem meghívott előadója volt.
Ballenegger Róbert mindvégig a térképezés irányítója maradt, de érdeklődése szorosan a mezőgazdasági témák felé irányult. 1944-ben, 1953-ban és 1962-ben megjelent talajvizsgálati módszerkönyvei máig a talajvizsgálatok vezérfonalai.
Tudományos munkásságáért számos elismerést kapott. Tagja volt az Állandó Központi Talajjavító Bizottságnak, a Magyar Tudományos Akadémia Talajtani és agrokémiai bizottságának több éven át elnöke volt. Meghívott vendégprofesszor volt az USA-ban és Franciaországban, mint nemzetközi hírű tudós. Kétszáznál több közleményét és könyvét a talajtan, a földtan, a kémia és a földrajz tárgykörében írta.
Munkásságáért a Kertészeti Egyetem „doctor honoris causa” címmel tüntette ki.

## Főbb művei
- A termőföld (Budapest, 1921)
- Talajművelés és talajjavítás (Budapest, 1924)
- A termőföld hibái (Budapest, 1933)
- Bevezetés a növények életvegytanába (Pécs, 1934)
- Talajvizsgálati módszerkönyv (Mados Lászlóval, Budapest, 1953)
- Talaj és trágyavizsgálati módszerek (Budapest, 1962)
- A magyar talajtani kutatás története 1944-ig (Finály Istvánnal, Budapest, 1963)